# Стара Потьма (Зубово-Полянський район)
Стара Потьма́ (рос. Старая Потьма, ерз. Сире Потманя) — село у складі Зубово-Полянського району Мордовії, Росія. Входить до складу Новопотьминського сільського поселення.
Населення — 296 осіб (2010; 315 у 2002).
Національний склад (станом на 2002 рік):
- мордва — 96 %